# خاچاطور وارداپارونیان
خاچاطور آنوشاوانی وارداپارونیان (ارمنی: Խաչատուր Անուշավանի Վարդպարոնյան؛ زاده ۲۴ دسامبر ۱۹۲۴ - درگذشته ۴ دسامبر ۲۰۰۴) نقاش، طراح اهل ارمنستان بود.

## زندگی‌نامه
وی در ۲۴ دسامبر ۱۹۲۴ در لنیناکان در به دنیا آمد و از آکادمی دولتی هنرهای زیبای ارمنستان فارغ‌التحصیل گشت. وی از سال ۱۹۶۴ عضو اتحادیه نقاشان ارمنستان است. وی همچنین برنده جوایزی همچون نقاش شایسته ارمنستان شوروی (۱۹۷۳)، نشان شایستگی نبرد، مدال شجاعت کار و مدال شجاعت (روسیه) شد. وی در ۴ دسامبر ۲۰۰۴ در سن ۷۹ سالگی در گیومری درگذشت.

## نگارخانه

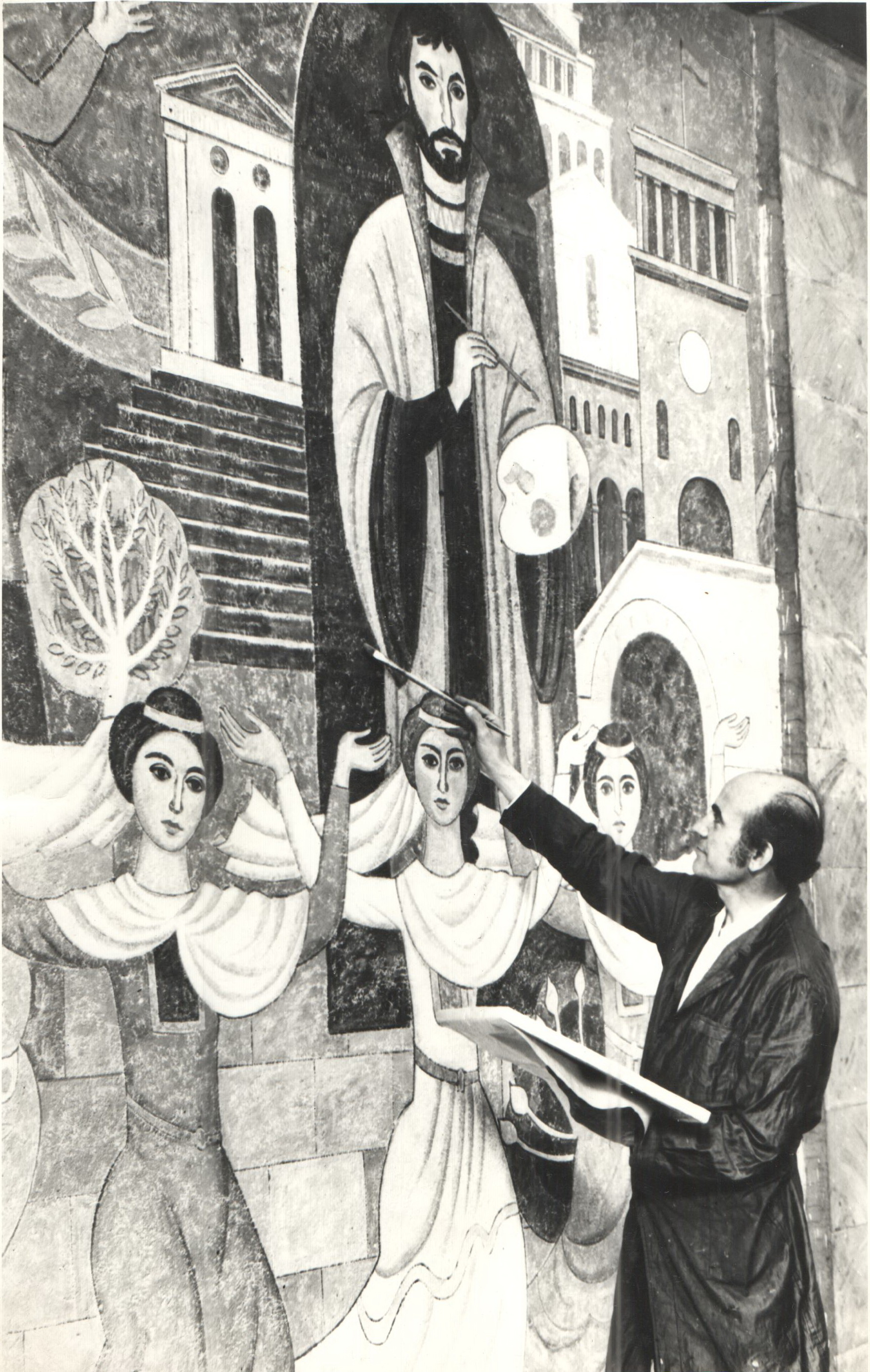
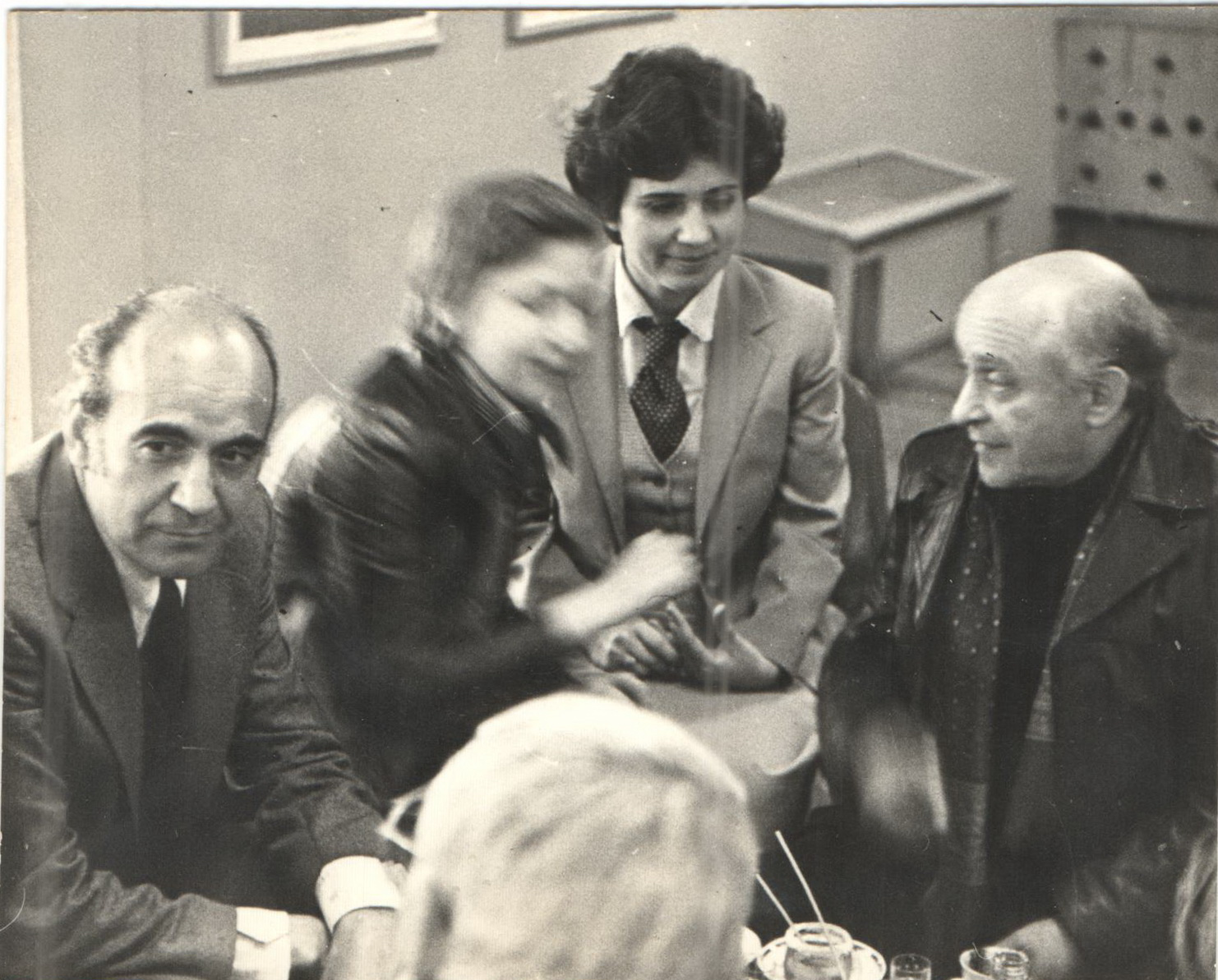
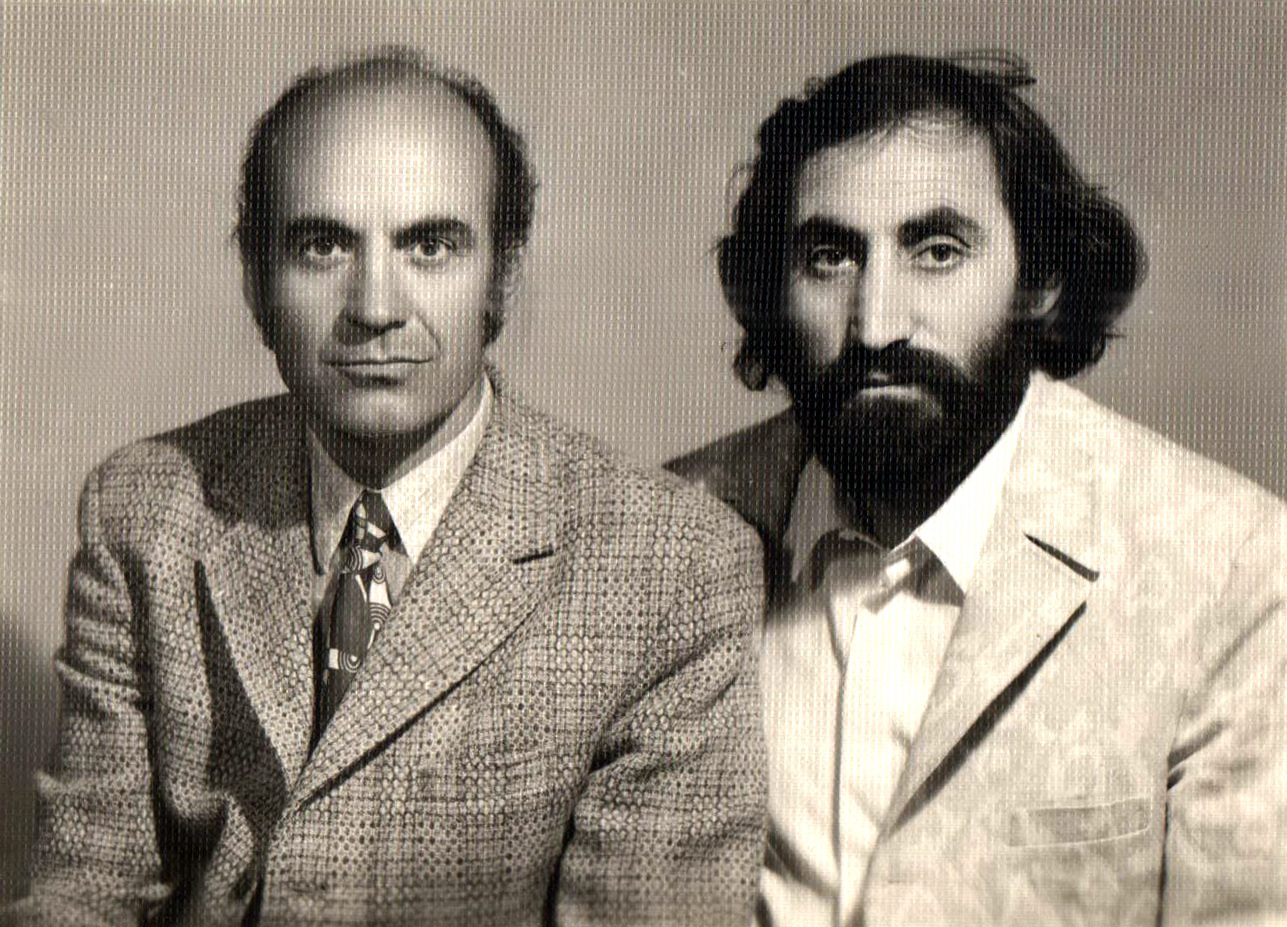